# 怒和島
怒和島（ぬわじま）とは、愛媛県松山市の島。
松山市北西部、山口県・広島県に海をはさんで向かい合う忽那諸島の一島。

## 地理
忽那諸島で最も大きい中島の西にあり、西には最も狭い区間で約1kmの津和地瀬戸を挟んで津和地島がある。およそ10キロメートル北に広島県の倉橋島がある。南には二子水道をはさみ3km沖に二神島がある。
島全体が一つの山となっており、南北にやや細長形をしている。中島本島との間の約2.4kmのクダコ水道は急流で知られ、中央のクダコ島（地図 - Google マップ）にクダコ灯台があり、周囲は潮流にもまれた魚が群れる好漁場となっている。
- 怒和島 - 地理院地図
- 怒和島 - Google マップ

- 周囲 13.5km
- 面積 4.81km2
- 最高標高 205.7m[1]

## 地名の由来
怒和は、鎌倉時代の古文書にも見られる古くからの地名である。康応元年3月に足利義満が安芸国厳島神社を参拝した際の記録に、安芸国蒲刈島に向かう途中「ぬわ」以下の島々が見えるとある（鹿苑院殿厳島詣記）。

## 社会

### 地域・集落
元々は倉橋島から島の北部に移住したのが始まりといわれる。当初は一つの集落であったとみられるが、天正13年小早川軍に攻略され、また冬の季節風の影響を避けるため、何時の頃からか（江戸時代初期には既に2村に分かれていたという）移り住み、島の東には上怒和、西に元怒和の2つの集落ができた。離島航路がそれぞれに寄航している。2つの集落は愛媛県道206号上怒和元怒和線にて結ばれている。以前には元怒和に神和村の役場があったため、商店なども数軒ある。

### 人口
- 2015年7月1日現在　人口：409人（上怒和：175、元怒和：234　）

世帯数：209戸（上怒和：78、元怒和：131　2015年7月1日現在）
- 2020年　世帯数153、人口278（元怒和90世帯、157人。上怒和63世帯、121人）国勢調査による

### 学校
小中学校共に休校ないし廃校となっており、島内にはなくなっている。
- 小学校：1校（2019年3月休校）
- 中学校：1校（2005年3月閉校）

### 公共（的）施設
- 元怒和保育所
- 郵便局：上怒和簡易郵便局（上怒和）[4]、神和郵便局（元怒和）[5]。

## 歴史
時期不明ながら倉橋島から移り住んだ。
藩政期は大洲藩領。

## 産業
- 農業 - 柑橘類栽培。近年、品種改良にて登場した晩柑類（紅まどんな、せとか、カラマンダリン他）が多種栽培され、高級品として人気が高まっている。また、レモンの島として名を馳せる。その他に玉ねぎ等の野菜も多い。
- 水産業 - 一本釣り主体に、貝類、海藻類の採取が盛ん。また、各種魚種の海面養殖を試みている。

## 交通
- 元怒和港及び上怒和港が唯一の島外との交通手段。
  - 中島汽船の高浜港・三津浜港からの各島をめぐる高速船、フェリーが発着[6]。強風時には接岸できず抜港せざるを得ないこともたまにある。
- 愛媛県道206号上怒和元怒和線 - 島内の上怒和と元怒和を結ぶ。